# 北戴河鸟类保护区
北戴河鸟类保护区位于中国河北省秦皇岛市。

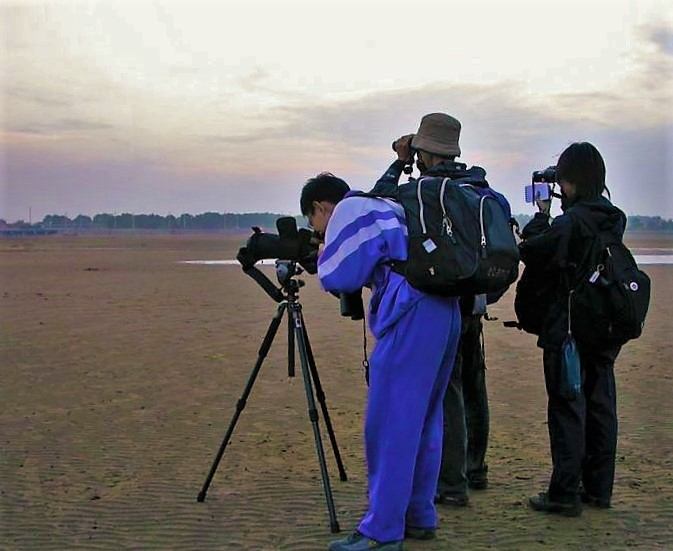
北戴河鳥類觀景區

北戴河高覆盖率的森林植被，使这里成为众多留鸟和夏候鸟聚集的果园，而且这里是旅鸟迁徙的重要通道和歇脚站。据资料统计，北戴河有20个目61个科400多种鸟类，其中属国家重点保护的鸟类达68种。近年来，世界有十多个国家和地区的鸟类科研工作者和观鸟爱好者来这里观鸟考察。这里已建立鸟类自然保护区，成立了鸟类保护协会。